# Trematochromis benthicola
Trematochromis benthicola – gatunek słodkowodnej ryby okoniokształtnej z rodziny pielęgnicowatych (Cichlidae). Jedyny przedstawiciel rodzaju Trematochromis.
Zasiedla wody jeziora Tanganika w Afryce Wschodniej (Burundi, Tanzania). Jest tam gatunkiem endemicznym. Został sztucznie zasiedlony w Afryce Środkowej (Demokratyczna Republika Konga i Kongo) oraz Afryce Południowej (Zambia).
Zamieszkuje strefy wody ciepłej, o temperaturze 23–27 °C przy pH wyższym od neutralnej (zasadowa) 7,7–8,5. Dorasta do 22 cm długości.
Diagnoza taksonomiczna gatunku, przedstawiona przez Maxa Polla na podstawie holotypu opisanego jako Trematochromis schreyeni, została uzupełniona przez Takahashi i innych.